# Sebastián Kindelán y O'Regan
Pour les articles homonymes, voir Kindelán et O'Regan.
Sebastian Kindelán y O’Regan (1757–1826) était un colonel de l'armée espagnole, qui fut gouverneur de Cuba puis de la Floride (1812–1815), de la République dominicaine (1818–1821) et à nouveau de Cuba (1822–1823).
Né à Ceuta, en Espagne, il était le fils de Vicente Kindelan Luttrell de Lubrellitorn et Maria Francisca O’Regan. Son père, un réfugié jacobite irlandais, fut gouverneur de la Province de Zamora
En juillet 1798, il est nommé gouverneur militaire de Cuba où il accueille près de 20 000 réfugiés français de Saint-Domingue à Cuba. Il fait alors face à plusieurs spéculations portant sur une possible invasion de Cuba par Haïti, et sur les tentatives de libérer les esclaves cubains ou de les inciter à la révolte et au massacre. Dans une lettre du 17 mai 1804 à l'administration coloniale, il fait état des attaques des pirates français à Cuba et demande à être nommé en Floride, ce qu'il obtient en 1812. Il succède à Juan José de Estrada, présent de mars 1811 à juin 1812 et qui revient en 1815.
Il a épousé Dona Manuela Mozo de la Torre, à Santiago de Cuba le 11 décembre 1803, dont il a eu deux enfants, Don Juan Kindelan Mozo de la Torre et Barbara Kindelan Mozo de la Torre.